# Common Warehouse Metamodel
Das Common Warehouse Metamodel (CWM) ist ein von der Object Management Group (OMG) entwickelter Standard für Beschreibung, Zugriff und Austausch von im Data-Warehouse-Prozess anfallenden Metadaten. Es soll Interoperabilität zwischen verschiedenen Data-Warehouse-Systemen und -Werkzeugen ermöglichen.
Mithilfe des CWM lassen sich beispielsweise die im ETL-Prozess verwendeten Datenschemata von Quell- und Zieldatenbanken und die zwischen diesen stattfindenden Transformationen beschreiben. Es erlaubt zudem die Definition von Abbildungsvorschriften zwischen dem physischen Modell eines Data-Warehouses und darauf aufsetzenden logischen Modellen wie etwa dem eines OLAP-Werkzeuges.
Das Common Warehouse Metamodel nutzt die Unified Modeling Language als Notationssprache und Kern des eigenen Metamodells. Erstellte Metadaten-Beschreibungen lassen sich mit der XML-Sprache XML Metadata Interchange (XMI) austauschen, oder können über den Zwischenschritt einer Interface Definition Language (IDL) verschiedenen Programmiersprachen zugänglich gemacht werden.